# 韓國起源論
韓國起源論是宣稱朝鲜半岛為其他国家文化发源地的觀點。具體表现包括將中国、日本乃至世界的文化與技术指稱為朝鮮半島所创造和發明，宣稱他國名人是韓國人的後代，以及宣稱某名人具有韓國血統等。中國大陸、日本等地也有很多以此为主题的流言和假新聞。

## 背景

### 新史觀運動
韓國起源論始於何時並無定論，成书于20世纪初的《揆园史话》、《桓檀古记》已经表现出了韓國起源論的渊源，書中指古朝鮮山神檀君派舜取代尧、派太子扶娄教大禹治水等。但在中國、台灣、日本等地受到注目則是在網路普及之後。在韓國起源論廣為人知之後，帶動相關各國國民的反韓情緒。
這些主張在朝鮮日治時代生根。當時朝鮮獨立運動的重要人物申采浩，自朝鮮亡國後流亡於中國東三省、北京、上海等地，思考朝鮮民族的根源，最終在1924至1925年間發表影響深遠的建構歷史書《朝鮮上古史》，提出朝鮮族始於檀君。申采浩一改以往朝鲜王朝将箕子朝鮮作为朝鲜半岛首個朝代的傳統史觀，突出民族历史，将高句麗的強盛，抵挡中國（隋）的入侵，视为朝鮮民族的共同驕傲，以此說明朝鮮民族有能力對抗外族入侵，反抗日本。其民族主義新史觀亦渲染朝鮮民族英雄。例如对16世紀時日本入侵朝鲜的历史描述明显淡化中国明朝派兵帮助朝鲜，而是将重点放在本民族英雄人物李舜臣的英雄事迹上。迄今，申采浩在南北韓均被喻為「最偉大的史家」，其學說被信守不移，韩朝两国亦将檀君朝鲜作为两国历史的开端。
在申采浩之后，朝鲜出现了一些极端民族主义者，比如柳寅植、李炳宪等。柳寅植曾说：“三国以来，雄据东部，凌轹支那，或席卷中土，或侵扰边方，与黄帝子孙，血战数千年，东洋武强之国，无与我比也。”“满洲一幅，元是朝鲜幅员也”他还将滿族视为檀君后裔，将清朝入主中原视为檀君后裔对中原的统治。李炳宪认为伏羲也兴起于长白山，伏羲、舜、女真都是朝鲜族，从伏羲到舜，到金、清，是朝鲜族先后四次占据中原的历史。青吾写道：“地形狭长，恰似猛虎，又如卧蚕，又像舞袖的仙人。往昔崇尚领土主义和军阀主义的时代，可以并吞或侵蚀支那大陆；近古崇尚平和主义时代，独于烟霞缥缈间享受安闲，讴歌泰平；并带有未来世界平和先驱者的气像。”李丙焘在论述高句丽历史对于朝鲜人的意义时说：“作为弱骨贫血的现今朝鲜人，当神驰往古之时，如果说能够给予多少刺激、兴奋、或慰安的东西，那就是（东方）三国的史迹。而三国中，没有比翻开那兴起于渺小的鸭绿江畔一隅之地，最终建成包括辽左汉北（辽河以东、南汉江以北）的满鲜地域，东方未曾有的大国的高句丽的历史，让我们的感受更加切实的了。”

### 發明論主張
1993年，朝鲜宣布在平壤附近找到檀君陵，在公報中說：「5000年檀君始創朝鮮，是創立朝鮮民族的一件劃時代事件，朝鮮族是同質同族的民族，在歷史中繼承著同一血液和文化。」在王陵中，當時發現一口高句麗時代的釘子，朝鲜拒絕獨立調查，縱使如此，這一發現又牽起南北兩韓的熱潮。2007年，南韓政府決定將這段具爭議的歷史，加入高中教材，指出根據成書於13世紀的三國遺事記載，古朝鮮正是由檀君於公元前2333年開創。成均館大學一名不願具名的教授接受韓國最大英文報章《韓國時報》訪問時指，該書只說檀君的年代與堯帝重叠，並沒有說其他內容。

## 部分事例
| 事例                                  | 論點 | 反驳 |
| ------------------------------------- | --- | --- |
| 漢字                                  | 韓國全國漢字教育推進總聯合會在官方網頁指：「新近發現漢字是由我們的祖先東夷族發明的。韓民族是創造了世界上第一流文字的偉大民族」。 | 商代及更早文獻記載中的東夷，是一個主要分佈在山東、河北、江蘇三省的部落。漢代開始，東夷成為朝鮮半島和日本列島各部族的統稱，可見東夷與以前的東夷在文化上、血緣上毫無關係。 |
| 相撲                                  | 2004年韓國中央日報報導日韓文化交流活動時表示「相撲的根本起源是韓国」介紹相撲的起源地正是在首爾，然後傳到日本。 | |
| 日本酒                                | 2007年韓國報導，韓國學者表示根據文獻和各種研究指出日本酒的起源是韓國的清酒，並表示日本人來到韓國研究朝鮮慶州的法酒才學會製作日本酒，因此韓國酒是日本所有傳統酒類的先祖。日本酒是韓國發明的。 | |
| 神社                                  | 韓國世界日報與中央日報報導、「日本神社是受到韓國古代朝鮮半島的文化直接的影響才建造的、日本人到現在還在拜韓国人的神」主張「日本的神社起源自韓国」。 | |
| 金太祖                                | 2009年9月，韓國放送公社的《滿洲大探查》稱女真族領袖完顏阿骨打是新羅人之後代，其根據中國宋代洪皓所著《松漠紀聞》“女真酋長乃新羅人，號完顏氏。”；金史世紀的前文：“金之始祖讳函普，初从高丽来，年已六十余矣。兄阿古乃好佛，留高丽不肯从，曰：‘后世子孙必有能相聚者，吾不能去也。’独与弟保活里俱。”；《欽定滿洲源流考》：“新羅王金姓相傳数十世則金之自新羅來無疑建國之名亦應取此”，“完顔金始祖自新羅來居完顔部因以爲氏” | |
| 古代東亞文明                          | 美國Huntington Career College的韓裔校長著作「亞洲理想主義」，主張「古代東亞歷史文明的發源地是韓民族」，並說「古代中國與日本的政治權力基盤乃是以韓國人（古朝鮮人）強力的菁英份子為根」。韓國每日經濟新聞指此書「拔出韓民族一萬年歷史的根，對世界傳播韓民族支配並指導古代中國與日本、貢獻人類文明發展之偉大性」。 2018年，首爾大學名譽教授，社會學家、歷史學家慎鏞廈在其著作《古朝鮮文明的社會史》中提到，古代朝鮮文明起源於公元前30世紀的大同江以及遼河流域，是繼美索不達米亞文明與古埃及文明之後的世界第三大文明，對紅山文化等中國古代文明產生了深遠的影響，且大大早於黃河文明。 | |
| 三皇五帝 夏朝 商朝                    | 主張中國上古史登場的三皇五帝皆為「我族同胞」東夷族，夏朝商朝為東夷族所建立的國家。歷史上東夷人在後來分為多支，部份融入華夏族，也有部份遷至朝鮮半島成為現代韓國人的祖先之一。 2018年，慎鏞廈在其著作《古朝鮮文明的社會史》中主張商朝是原為古朝鮮的遼寧地區移民所建，並且指明中國歷史學家傅斯年也曾主張過這一觀點。 | 商代及更早文獻記載中的東夷，是一個主要分佈在山東、河北、江蘇三省的部落。漢代開始，東夷成為朝鮮半島和日本列島各部族的統稱，可見東夷與以前的東夷在文化上、血緣上毫無關係。 |
| 紅山文化                              | 韓國航空大學的禹實夏教授等人主張蚩尤率領的「東夷族」（古朝鮮民族）在新石器時代創造了遼河流域的紅山文化，並主張紅山文化為古朝鮮。歷史上東夷人在後來分為多支，部份融入華夏族，也有部份遷至朝鮮半島成為現代韓國人的祖先之一。 2018年，慎鏞廈在其著作《古朝鮮文明的社會史》中主張紅山文化是由起源於古朝鮮的貊族建立，因為紅山文化與古朝鮮一樣信奉熊為圖騰。 | |
| 易學 八卦 河圖洛書 科學 數學 現代文明 | 東方大學院大學的盧再焕教授主張「檀君神話登場的桓雄的兒子“太虞”畫出了河圖與八卦而創立易學，當時只是弱小國的古代中國，不得不接受我強大國家的文明」「三皇五帝之一的禹首先畫了洛書的魔法陣，這些易學傳到西洋成為數學與科學的源頭，成為西洋文明大發展的原動力」「現代文明的起源乃是東洋易學。 | 當九黎與黃帝大戰於涿鹿時，檀君所居地實乃一片人煙罕至之密林平原，周幽王「烽火戲諸侯」時夫餘尚未建城。 |
| 太極圖                                | 主張被稱為「黑白魚眼」的現代太極圖最早見於西元682年建立的新羅感恩寺的礎石，比中國於西元1070年所發行的「太極圖說」還要早388年。首爾大學的李泰陣教授認為「太極四卦圖」是表現22代國王正祖「君民一體」的政治理念。 | 根据史传，太极图像最早出现于东汉（25年—220年）炼丹道士魏伯阳所著《周易参同契》一书，与阴阳八卦符号并列，所以应称之谓“太极八卦图”；此图流传民间，俗称“阴阳鱼”。比新罗早了500多年。 |
| 羅盤                                  | 主張新羅才是世界最早羅盤的製作者。 | |
| 成吉思汗                              | 韓民族史觀定立意識改革會的Paul Kim代表主張「蒙古與靺鞨等也是朝鮮族的後裔，從這層意義來說成吉思汗也是韓民族。」 | |
| 中秋節                                | 韓國媒體all that news刊載「中秋節是由新羅的僧侶傳到唐朝，之後中國對文化泉源的韓國施壓改為中國文化」的文章。 | 據中國學者劉德增的《中秋節源自新羅考》一文，中國有部份中秋節習俗源自新羅，但這些習俗傳入前中國已有本身的中秋習俗。 |
| 圍棋                                  | 仁濟大學碩座教授陳泰夏的論文「由文字學思考圍棋的淵源」，主張圍棋的發祥地是韓國。 | 根据圍棋史，圍棋的發祥地以中國說為有力。另根据《韩国棋院》的公式网页，“关于圍棋的起源，虽然有多些说法，但是古代中国发明论一般是有力的”。 |
| 火箭                                  | 朝鮮中央通訊社主張：「我民族曾於利用火藥製作火箭兵器方面表現優異才能，早在高麗時代就已製作火箭作為武器使用」。 | 確實高麗時代就有用火藥發射箭矢的「火槍」，可是開發者是中國宋朝。 |
| 傳至阿拉伯的造紙術                    | 韓國全羅北道的又石大學社會教育科趙法鍾教授提出，於怛羅斯戰役時傳至阿拉伯的造紙術有源自高句麗技術的可能性，因為當時的唐軍有相當部份由高仙芝的部隊組成。 | 但这个假说基于高句丽技術起源于唐。 |
| 朱元璋                                | 韩国教授白凛认为朱元章是庆尚道熊川朱氏夫妇的儿子，五岁时随僧人入寺，十五岁时出寺，聪明敏捷。其根据是韩国民间传说以及《朝鲜纪闻》中出现了与明太祖朱元章同名的男子。 | 主攻明史的省博文史专家王纪潮称，朱元璋是中国人而不是高丽人史书早有记载，如《明史本纪》、《明实录》中明确记载朱元璋及祖上三代出生在中国南方城市——安徽凤阳；另外，明朝建立后，朝鲜已是中国的藩属，若朱元璋为高丽人，根据两国极强的宗族观念，应在朝鲜为其家人修建宗庙，但现实却是他当皇帝以后，在凤阳修建了他父母的皇陵。 |
| 人類                                  | 朝鮮科學教育節目宣稱人類乃起源於朝鮮的黑山葡萄原人。 | |
| 語言                                  | 韓國大宗語言研究所主張世界所有語言皆源於朝鮮語。 | |
| 日本語                                | 韓國檀國大學首席教授金容雲在其著書《日本語的起源是百濟語》中指在比較日語和韓語語言的1300個詞語後，認為「現代韓国語主要源自新羅語，而日本語則主要從百濟語發展」。 | 有中國網民就此回應「那太陽系也應該是韓國人發明的」；「韓國人整天發明東西給其他人用自己卻不用，真是有奉獻精神」。事實上，日語的所屬語系迄今有多個說法，但仍未能有統一的看法。 |
| 平假名和萬葉假名                      | 韓國外國語大學的洪博士在《百濟是個偉大的國家》和《日本天皇流著朝鮮人的血液》等書中聲稱「平假名的始祖萬葉假名其實都是百濟發明的」。 | 但實際上萬葉假名源自漢字。 |
| 片假名                                | 韓国技術教育大学教授聲稱片假名來自新羅。 | 但片假名其實是從漢字的楷書簡化而來，是為平安時代初期為了訓讀漢字而發明。 |
| 阿茲特克 印加文明                     | 韓國培才大學西班牙語·中南美學科的孫誠泰教授，主張朝鮮民族在西元前即渡過白令海建設了阿茲特克文明與印加文明。 | |
| 美索不達米亞文明 黄河文明             | 根據「大朝鮮帝國史」，美索不達米亞文明與黃河文明是由韓民族所成立。此書在韓國歷史學者之間普遍不受認同，但被韓國陸軍採用為歷史教育書籍。此外，韓國電視台KBS也曾基於此說製作歷史特輯節目。 | |
| 英國人                                | 韓國學者邊光賢表示英国人是韓國人的后裔。 | 英國人的基因與韓國人基因並沒有重疊，歷史上也沒有任何文化交流，可見英國人並非韓國人的後裔。 |
| 足球                                  | 韓国足球協会曾在官网刊载“足球起源于朝鮮半島”的内容，因為受到抗議在后来删去。 | 現在韩国足球協会的网页表示足球传来韩国是19世纪末，虽然《三国史记》中《新罗本纪》有金春秋和金庾信蹴鞠的记录，但是蹴鞠跟英国起源的近代足球不一样。一般認為蹴鞠是中国发明的。 |
| 豆漿                                  | 韓国三育豆浆厂声称「几百年前的韓国家庭就已在制作豆浆了。韓国是豆浆发源地」。 | 豆漿起源於1900年前的中國，是西漢淮南王劉安所創作的飲品。 |
| 飛機                                  | 韓國主張世界最早的飛機是比萊特兄弟早三百年製作的朝鮮時代「飛車」。根據「五洲衍文長篇散稿」，在萬曆朝鮮戰爭時，被倭軍包圍的城主使用飛車逃到城外三十里外。 | 可是，現實中並無任何能證實「飛車」實際在天上飛行的遺物或設計圖，即使真有此種飛行器，原理亦不一定與現代飛機相同。 |
| 日本醬油                              | 韓国某醬油厂商声称「韓国是日本醬油的元祖」。 | |
| 劍道                                  | 韩国最大的劍道团体「大韩劍道会（Korean Kumdo Association）」和「世界劍道协会（World Kumdo Association）」在其官方网站上主张劍道起源于韩国。 | 全日本劍道聯盟（All Japan Kendo Federation）隨即發出日英雙語聲明，澄清劍道起源自平安時代中期日本刀的使用，並成為了武士道的象徵。 |
| 切腹                                  | 朝鮮日報在介紹電影「Saurabi」時說割腹和斷頭等武士道的行為源自百濟的サウラビ。 | |
| 日本刀                                | 有韓國刀劍專家指日本刀是盜取韓國三國時代的技術並改良而來。 | 但隨即被反駁指韓國古代的刀和日本刀形狀大不同，日本刀是從平安時代的太刀和15世紀開始使用的打刀演變而成，直至17世紀的時候才以「倭刀」名義傳入韓國。 |
| 盆栽                                  | 韓國中央日報聲稱盆栽源自14世紀的韓國，並以朝鮮《四季盆景圖 4幅屏風》中畫有盆栽為理據。 | 但實際上盆景（盆栽）是在6世紀的中國發明，並由遣唐使傳到日本，並在平安末期隨武士文化發展。 |
| 和牛                                  | 韓国飲食雜誌表示和牛源自弥生時代中期朝鮮半島的「韓牛」。 | |
| 壽司                                  | 在洛杉磯經營壽司店的韓國人指日本人是在二戰之後才開始進食壽司，日本壽司是模仿于19世紀之前的韓國魚料理。 | 然而壽司實際上是源自東南亞，並透過中國南部傳到日本，之後在江戶時代經華屋與兵衛和江戶前壽司發揚光大。 |
| 烏冬                                  | 韓國人認為烏冬源自韓國麵條，是由出訪日本的朝鮮外交使臣親手傳授的。 | 然而事實上烏冬的起源有多種說法。 |
| 什錦麵                                | 在釜山站附近經營中華料理食店「中南海」的韓国華僑聲稱什錦麵源自中國，並在仁川進一步发揚，最後傳到長崎。 | 然而事實上什錦麵發源於明治時代中葉長崎縣長崎市新地中華街中的一家中式餐館「四海樓」，是餐館創辦人陳平順為當時大量的清朝留學生設計的。 |
| 旭日旗                                | 韓國高麗大學教授金采洙聲稱「旭日旗是以古朝鮮軍旗『韓』為藍本創作出來的，『韓』軍旗的圖案象徵著早晨的太陽發出萬丈光芒，是由古朝鮮的開國國君檀君所作，承襲了皇家榮耀，旭日旗的圖案只是比韓國國旗圖案更形象化而已。」 | |

### 國土爭議
不少南韓人認為韓國曾擁有的領土並不是只有朝鮮半島。南韓網頁出現很多古怪的地圖，顯示不少現在中國的領土「自古以來就是韓國的一部分」，甚至世界各地。成书于20世纪初的不受韓國學術界普遍認同的偽歷史書《桓檀古记》宣称高句丽和百济多次占领今天的山东、江苏、浙江、山西、河北、北京等地。
另外，在2007年初中國長春舉行的亞冬會中，登上領獎台的韓國選手們舉起寫著「白頭山（長白山）是我们的」的紙牌，結果遭網民惡搞，其中一种版本为他們舉起寫著「火星也是我們的」的紙牌，連背景也轉到火星，附近更有外星人舉起寫著「SB棒子」的紙牌。

## 誤報與網路流言
中國大陸、臺灣及日本各地皆有惡作劇假稱為新聞，說是引據某韓國大學研究的文章流傳在網路上，然後被媒體作为新闻加以报道。在韓國起源論的風波中，不知起源何處，一連串仿照韓國創造論的惡作劇在網絡出現，指南韓有人聲稱孔子、孫中山、以至韓寒都是韓國人，事後被發現偽造，部分更被主流媒體報導，令真假難辨。
從中國到韓國，不少媒體均批評這些造假現象，認為無助改善兩國關係，網易2010年刊文，列有一些偽造的韓國起源論指控，批評部分媒体不負責任造謠，“依赖『灿烂文化』带来安全感」，對「搶奪」顯得「過度敏感」，對中國“被謠言左右的民族情緒”表達“憂慮”。
| 事例                            | 解說 |
| ------------------------------- | --- |
| 孔子                            | 稱孔子出生地在古代是韓國所有，以及箕子朝鮮的王族跟孔子有血缘关系，以此得出孔子是韩国人的结论。可是此主張無視於箕子也是出身中國王族的事實，此外朝鮮最早出現在中國歷史是在史記的衛氏朝鮮，時間比孔子時代晚了三百年。《廣州日報》記者去韓國採訪，韓國官員表示沒發現韓國人有此說法。2011年中華民國總統馬英九與聖約翰科技大學學生座談時，一名韓國交換生陳情說他們歷史課本上明明寫孔子是中國人，她也被網路謠傳說豆漿是他們韓國人發明所困擾，還委屈道：「怎麼在台灣人眼中，韓國人很愛搶別人東西呢？」 |
| 长城                            | 台灣媒體《联合报》等媒体于2000年10月刊登了题为《部分长城应该是韩国人建造》的文章。据称写该文章的人是韩国外语大学哲学系教授“吴可能”（與粵語「唔可能」谐音）。《联合报》报道“吴可能宣称中国有80%的领土曾经被韩国统治，大部分长城应该是韩国人建造的。他说，隋炀帝被杀后（隋炀帝因“闭关锁国”导致国家积贫积弱，三次讨伐高丽失败，此前隋朝政府认为“祖先之国物产富足、无所不有、无需与中亚进行多元交易”，这样，中华民族落后于国际社会之中，反过来，高丽民族领先于国际社会之中），高丽决心向“腐败贫穷”、“极端封闭”的“民族主义者”- 隋王朝复仇，高丽遂联合当时朝鲜半岛南部的百济和新罗一同发兵进攻中原，三韩联军攻城略地、战无不胜，很快就占据了现今中国80%的领土。” |
| 孫中山                          | 中國有論壇聲稱發現韓國成均館大學歷史學系教授朴芬慶（此名其實是網友杜撰，與“嫖憤青”諧音），發現中華民國國父孫中山具備韓國血統。但該大學網站歷史系的教授只有一人姓朴，但名字叫做朴基水（박기수），沒有所謂的朴芬慶（박분경）的教授。而台灣媒體《自由時報》未經查證即率先報導該虛偽消息。而朝鲜日报亦没有那样的报道。 |
| 四大发明                        | 搜狐等报道了首尔大学历史系朴协锋教授主张“造纸术、印刷术、指南针是韩国的”。然而朴协锋并不存在。 |
| 候風地動儀                      | 2007年，凤凰网报道称大韩民国将候风地动仪列为文化遗产申报世界文化遗产。然而此报道正文中并没有“地动仪申遗”的内容，只是提到韩国将候风地动仪印在韩元纸币上。事实上，10000韩元纸钞上所印的古代仪器是韩国高丽大学博物馆所收藏的浑天时计（又名浑天表，韩国第230号国宝）的内部结构，不是地动仪，与中国古代的浑天仪也有所不同。 |
| 曹操                            | 2009年12月“Cqnews”引用《大韩民报》报道了梨花女子大学郑在书教授主张“曹操是韩国人”。但《大韩民报》不存在，网上流传的韩文网页是《朝鲜日报》的，并且该新闻附了中文版译文，是一篇曹操墓发掘报道。但韩文版中可能把汉字写错，“东汉”写成“东韩”。 |
| 韩寒                            | 韩寒在2010年4月入围美国《时代》周刊“全球最具影响力人物”，有网友在论坛发贴称，“韩国人八大证据力证韩寒是韩国人”。《三湘都市报》报道，韩寒“被韩国人”事件“缘起于”韩国一档娱乐节目，据华声论坛及猫扑的网帖介绍，一个轮廓和韩寒有点像的60岁左右的韩国男子上了一档娱乐节目，声泪俱下地说韩寒是他失踪28年的儿子。发帖人称，此消息迅速被韩国几大门户网站转载。新闻中称，这名韩国男子与怀孕的老婆于1982年去上海旅游探亲，因护照丢失，滞留上海直至“韩寒”出生。随后，不幸的是，小“韩寒”在一家超市走失，便杳无音讯。说罢，该名男子现场还拿出几张当时在中国上海的照片，照片中有一名婴儿。文中称，经过韩国专家的智慧和不懈努力，终于总结出八大证据，力证“韩寒是韩国人”。记者从中摘选了几条，如“韩寒的身高173cm是标准的韩国男士身高，而中国男士的平均身高仅为167.7cm”、“韩寒的外貌轮廓是标准韩国男士面孔，完全不是中国人的国字脸或瓜子脸”、“韩寒的名字是他的韩国生父取的，寓意很明显，希望韩寒知道自己的韩国人”等。最后，该名男子说愿意到中国与韩寒做亲子检测，甚至可以与韩寒的“父母”当面对质，让韩寒知道真相。 |
| 兵马俑                          | 《多维》报道了韩国著名杂志《朝鲜周刊》发表了专题介绍“中国陕西省——韩国合作周”的副刊，指出秦兵马俑系韩国人所制。然而《朝鲜周刊》并不存在。 |
| 李白                            | 《甘肅日報》指出，據南韓首爾大學歷史系教授金秉德考證，李白是韓國人的後代。但是首爾大學沒有歷史系，也無金秉德此人。 |
| 道教                            | 網絡流傳韩国汉城大学的一名历史学教授声称，道教鼻祖张道陵是真真正正的韩国人。他认为春秋时期的韩国即为古代移居到中国的朝鲜人所建立的政权，而张道陵是张良的8代孙，并且张良在跟随刘邦创立汉朝之前恰恰就是韩国人。韩国驻华使馆則澄清稱這是謠言。 |
| 释迦牟尼 希特勒 墨索里尼 本拉登 | 中廣新聞網記者劉剛2008年5月31日报導：“韩国的文化扩张活动又有新发展。继把说老子、孔子说成是韩国人，韩国现在又说释迦牟尼是韩国人。”报導還引述，有网友说，“韩国干脆说希特勒、墨索里尼、本拉登也是韩国人算了”。也有网友说，“世界上竟然有这样的无赖国家！或许有一天韩国会说猫熊，企鹅，美洲豹，大白鲨也起缘于韩国”。 |
| 林書豪                          | 高登討論區流傳一則來自韓國《文化日報》名為「其實林書豪是韓國人」的新聞報導，內容指出在最近幾場比賽中大放異彩的NBA聯盟纽约尼克斯隊亞裔控球後衛林書豪「擁有1/4的韓國血統」。一名精通韓文的網友filicia發現《文化日報》沒有該篇文章，並表示「其實這家報社在韓國規模很小，體育專欄報導分類：농구(籃球)裡面關於籃球的最新一篇報導竟然是2011.12.26」，與備受爭議的林書豪事件在時間上顯然差了十萬八千里。 |
| 孫楊                            | 在2012年倫敦奧運會期間，一條消息在中國大陸社交網站出現，並被廣泛傳播：「【韩国科学家称孙杨是韩国人】韩联社7月30日报道，伦敦奥运会取得男子400米自由泳冠军的孙杨祖先来自朝鲜。高丽大学历史系教授金慧中教授发现孙杨是白头山孙氏一族后裔。约500年前，孙氏祖先迁至江浙生活至今。金教授认为大韩民族优秀血统是孙杨夺冠的重要保证。」但韓國方面很快作出回應，韓國媒體《首爾體育報》撰文闢謠，並指責中國網友在微博上亂傳假消息。 |
| 《西游记》                      | 一名从事神话研究的韩国学者声称“多年来韩国学者的研究证明，《西游记》起源于韩国，中国的政府和学术界只是一厢情愿地认为《西游记》起源于中国。”并称：“韩国顺道寺完好地保存着三藏法师取经带回来的经书。同时，如今韩国的智异山被称为‘花果山’，民间还流传着智异山上住着神猴的传说，这些都与《西游记》的情节一致。”後經由人民網記者調查，發現是假新聞，源頭是中國大陸的老謠新炒。 |
| 中医                            | 2006年，韩国申請将东医名著《东医宝鉴》登录为世界记忆遗产名录。《广州日报》在头版上援引民俗专家白庚胜的话以《韩国拟将中医改为韩医申报“世遗”》为题进行报道，引发网民对韩国的不满。其後韩国保健福祉部韩方政策组事务官高太根在接受中国记者采访时表示韩国此举是为配合2013年《东医宝鉴》问世400周年的纪念活动，并不是要将韩医申请为世界文化遗产。 |
| 中國神話                        | 2007年，媒體報導韩国梨花女子大学教授郑在书主张，《山海经》中提到的炎帝、蚩尤、夸父及风伯等东夷系的神均在高句丽古墓壁画中出现，很多神话传说都是源自韩国。韩国驻华使馆則說郑在书的論文是講中國神話形成早期可能吸收融合了許多原始民族的神話，韩民族和东夷系种族有关联，所以能在中国神话中找到一点韩民族遗失的远古神话。 |
| 风水                            | 2007年，媒體報導韓國自2003年開始，在國立中央博物館主導下聯合多個機構促進風水地理說的世界遺產登記工作。而據《東亞日報》，韓國國立中央博物館和文化財廳回應上述報導並不是事實，没有打算申请風水地理說。 |
| 其他謠傳                        | 自由時報未經查證即報導「完顏阿骨打金太祖是韩国人？」、「李时珍是韩国人？」、「西施是韩国人？」、「王建民是韓國人？」、「毛泽东是韩国人后裔？」、「熊猫的故乡发源地在韩国？」和「菲尔普斯有韓國血統？」 |

## 關聯條目
- 朝鮮民族主義
- 朝鮮民族主義歷史學（英语：Korean nationalist historiography）
- 朝鮮純血主義
- 事大主義
- 大朝鮮帝國史
- 反韓情緒
- 韩国网络外交使节团
- 小中華思想
- 台灣媒體亂象
- News satire
- 都市传说
- 抹黑
- 西方文明僞史論